# Mugnano (metropolitana di Napoli)
Mugnano è una stazione della linea Napoli-Giugliano-Aversa (detta anche linea Arcobaleno o linea 11) della metropolitana di Napoli.

## Storia
È entrata in funzione il 16 luglio 2005 come uno dei due capolinea della prima tratta della linea, assieme a Piscinola-Scampia. Alla cerimonia di inaugurazione furono presenti diverse cariche dell'amministrazione locale e fu inoltre celebrata la Santa Messa dall'allora cardinale di Napoli Crescenzio Sepe. Rimase capolinea della linea fino al 24 aprile 2009, data in cui venne messo in servizio il prolungamento verso Aversa Centro.

## Strutture e impianti
La stazione, sotterranea, è sita in via Nuova Metropolitana angolo via Giovanni Verga, una zona periferica del comune, a qualche decina di metri dalla Circumvallazione esterna di Napoli. Progettata dall'architetto Riccardo Freda, presenta alcune installazioni artistiche realizzate dallo scultore Angelo Casciello ed è contraddistinta dal colore viola.

## Servizi
La stazione dispone di:
- Biglietteria
- Servizi igienici
- Ascensori e scale mobili

## Galleria d'immagini

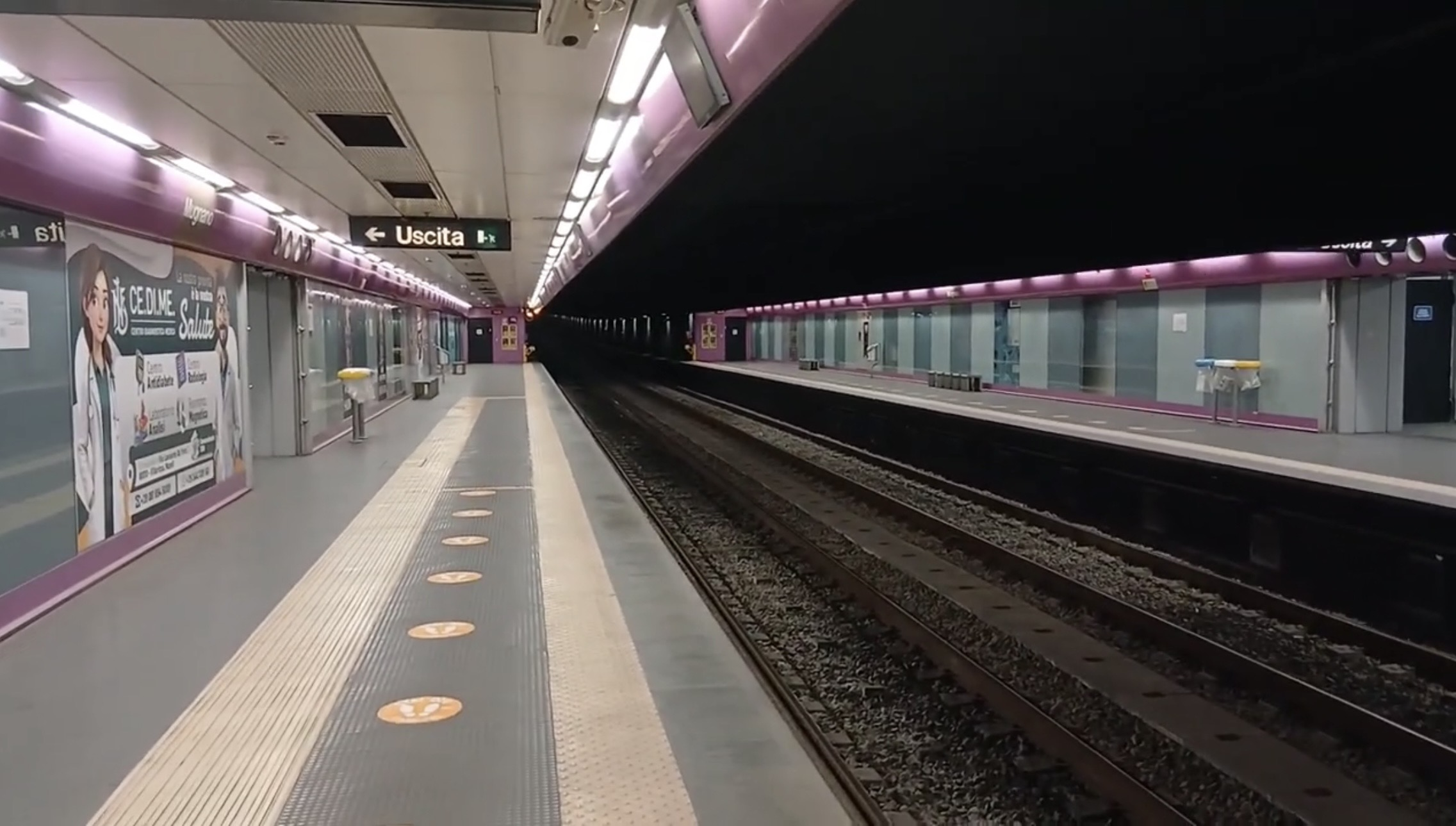
Banchina della stazione
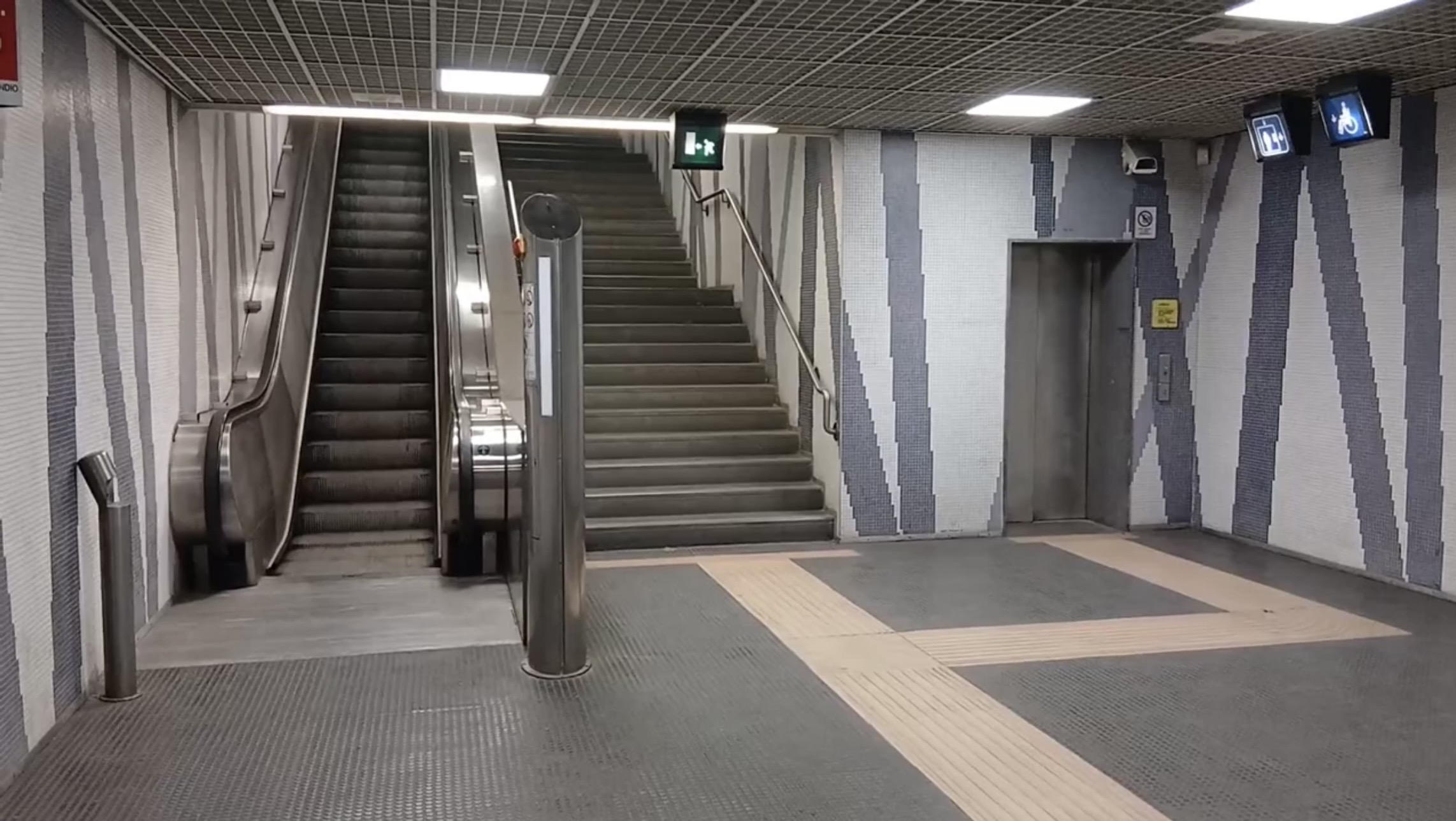
Vano scale (tradizionali e mobili) e ascensore